# 파푸아뉴기니 주재 외국공관 목록

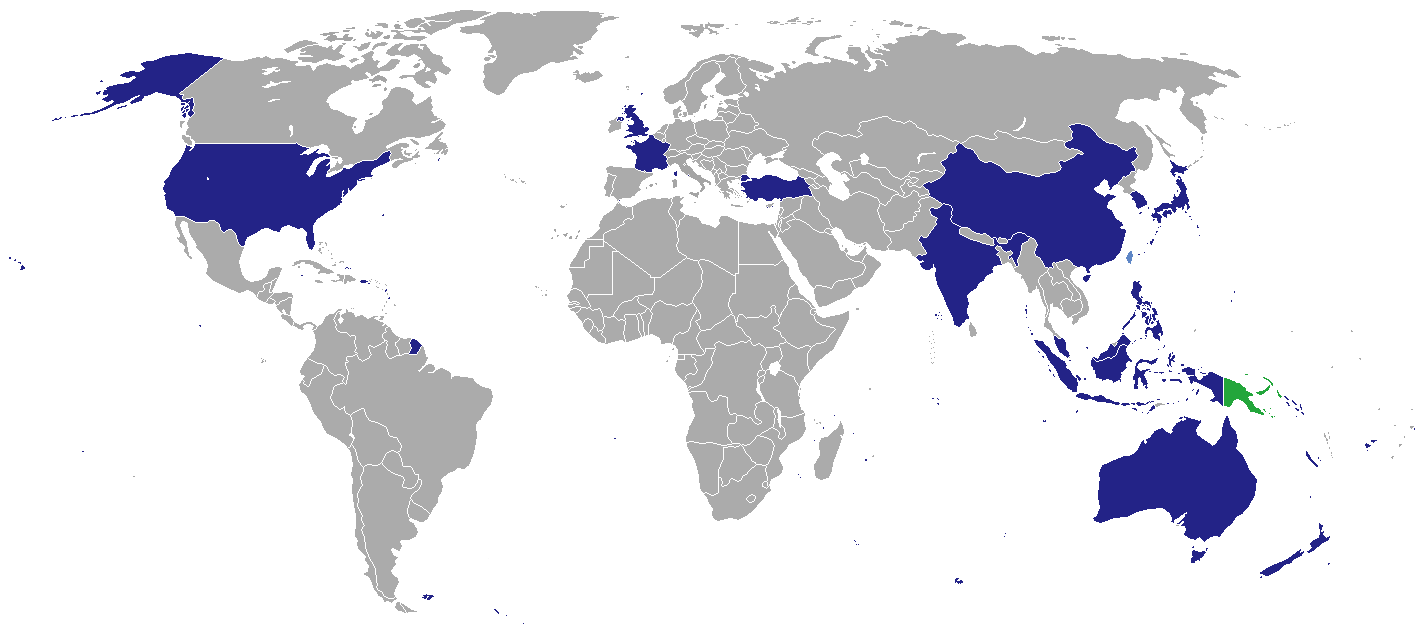
파푸아뉴기니에 설치된 외국공관 목록.

파푸아뉴기니 주재 외국공관 목록은 파푸아뉴기니에 상주하고 있는 외국 공관을 나열하는 목록이다. 현재 포트모르즈비에 상주하고 있는 대사관 및 고등판무관의 수는 44개이다.

## 대사관/고등판무관 사무소
단, # 표시는 고등판무관 사무소이다.
| - 오스트레일리아 # - 중국 - 피지 # - 프랑스 - 바티칸 시국 - 인도 # - 인도네시아 - 일본 | - 말레이시아 # - 뉴질랜드 # - 필리핀 - 솔로몬 제도 # - 대한민국 - 영국 # - 미국 |

## 대표부, 사무소
- 중화민국 (무역 대표부 사무소)[15]
- 유럽 연합 (일반 대표부)[16]

## 비상주공관
다음 국가들은 파푸아뉴기니와 외교 관계는 이미 수립하였으나 파푸아뉴기니에 대사관을 설치하지 않은 국가들이다. 다만, 지역을 명시하지 않은 것은 캔버라를 의미한다.
- 방글라데시 (자카르타)
- 보츠와나
- 쿡 제도 (웰링턴)
- 콜롬비아 (자카르타)
- 체코 (쿠알라룸푸르)
- 덴마크 (자카르타)
- 핀란드
- 독일
- 아이슬란드 (도쿄도)
- 아일랜드
- 이스라엘
- 레소토 (도쿄도)
- 말라위 (도쿄도)
- 멕시코
- 파키스탄 (자카르타)
- 러시아 (자카르타)
- 세르비아
- 탄자니아 (도쿄도)[17]
- 튀르키예
- 우루과이
- 베트남 (자카르타)
- 잠비아 (도쿄도)

## 같이 보기
- 파푸아뉴기니의 재외공관 목록